# Quart districte electoral de Barcelona
El quart districte de Barcelona o districte de Barcelona IV fou una circumscripció electoral del Congrés dels Diputats utilitzada en les eleccions generals espanyoles entre 1871 i 1876. Es tractava d'un districte uninominal, ja que només era representat per un sol diputat.
L'any 1878 es va aprovar una nova llei electoral que va fusionar els cinc districtes de Barcelona en un districte plurinominal de 5 escons.

## Àmbit geogràfic
El districte comprenia el nord del Raval i l'Esquerra de l'Eixample.

## Diputats electes
| Elecció | Elecció        | Diputat                  | Partit/Ideologia                    |
| ------- | -------------- | ------------------------ | ----------------------------------- |
|         | 1871           | Francesc Pi i Margall    | Partit Republicà Democràtic Federal |
|         | 1871 (parcial) | Blas Pierrad Alcedar     | Partit Progressista                 |
|         | Abril 1872     | Francesc Pi i Margall    | Partit Republicà Democràtic Federal |
|         | 1876           | Camil Fabra i Fontanills | Liberal                             |

## Resultats electorals

### Dècada de 1870
| Eleccions generals del 20/01/1876 |                   |                          |        |      |
| Partit/Ideologia                  | Partit/Ideologia  | Candidat                 | Vots   | %    |
|                                   | Liberal           | Camil Fabra i Fontanills | 1.115  | 40,5 |
|                                   | Altres            | Altres                   | 1.637  | 59,5 |
| Total                             | Total             | Total                    | 2.752  | 100  |
| Cens/participació                 | Cens/participació | Cens/participació        | 11.808 | 23,3 |

| Eleccions generals del 10/05/1873 |                                     |                       |       |      |
| Partit/Ideologia                  | Partit/Ideologia                    | Candidat              | Vots  | %    |
|                                   | Partit Republicà Democràtic Federal | Francesc Pi i Margall | 3.303 | 99,5 |
|                                   | Altres                              | Altres                | 15    | 0,5  |
| Total                             | Total                               | Total                 | 3.318 | 100  |

| Eleccions generals del 24/08/1872 |                                     |                       |        |      |
| Partit/Ideologia                  | Partit/Ideologia                    | Candidat              | Vots   | %    |
|                                   | Partit Republicà Democràtic Federal | Francesc Pi i Margall | 1.574  | 99,4 |
|                                   | Altres                              | Altres                | 10     | 0,6  |
| Total                             | Total                               | Total                 | 1.584  | 100  |
| Cens/participació                 | Cens/participació                   | Cens/participació     | 10.636 | 14,9 |

| Eleccions generals del 03/04/1872 |                                     |                       |        |      |
| Partit/Ideologia                  | Partit/Ideologia                    | Candidat              | Vots   | %    |
|                                   | Partit Republicà Democràtic Federal | Francesc Pi i Margall | 2.234  | 76,2 |
|                                   | Altres                              | Altres                | 698    | 23,8 |
| Total                             | Total                               | Total                 | 2.932  | 100  |
| Cens/participació                 | Cens/participació                   | Cens/participació     | 10.595 | 27,7 |

| Elecció parcial del 13/08/1871 |                     |                      |        |      |
| Partit/Ideologia               | Partit/Ideologia    | Candidat             | Vots   | %    |
|                                | Partit Progressista | Blas Pierrad Alcedar | 1.241  | 74,1 |
|                                | Altres              | Altres               | 433    | 25,9 |
| Total                          | Total               | Total                | 1.674  | 100  |
| Cens/participació              | Cens/participació   | Cens/participació    | 13.492 | 12,4 |

| Eleccions generals del 08/03/1871 |                                     |                       |        |      |
| Partit/Ideologia                  | Partit/Ideologia                    | Candidat              | Vots   | %    |
|                                   | Partit Republicà Democràtic Federal | Francesc Pi i Margall | 2.616  | 62,3 |
|                                   | Altres                              | Altres                | 1.586  | 37,7 |
| Total                             | Total                               | Total                 | 4.202  | 100  |
| Cens/participació                 | Cens/participació                   | Cens/participació     | 10.244 | 41,0 |